# N232 (België)
De N232 is een korte gewestweg in Waals-Brabant en verbindt de N237 met de N238. De weg is ongeveer 2 kilometer lang.

## Status
Wat opmerkelijk aan de N232 is, is dat het wegnummer nergens langs de weg te vinden is. Er zijn ook geen borden die verwijzen naar de weg.